# Reunionia unica
Reunionia unica är en tvåvingeart som beskrevs av Papp 1979. Reunionia unica ingår i släktet Reunionia och familjen hoppflugor. Inga underarter finns listade i Catalogue of Life.